# 볼랜드 사이드킥
볼랜드 사이드킥(Borland Sidekick)은 필립 칸의 주도로 1984년 미국의 소프트웨어 기업 볼랜드가 시작한 개인 정보 관리자(PIM)였다. 초기의 대중적인 MS-DOS용 종료 후 상주 프로그램(TSR)이었으며 컴퓨터 사용자들은 다른 프로그램들에서 작업하던 도중에 단축키 조합(기본값: Ctrl-Alt)을 사용하여 프로그램을 활성화시킬 수 있었다. 텍스트 모드 프로그램이었으나 사이드킥의 창 기반 인터페이스는 매킨토시의 인터페이스와 마이크로소프트 윈도우 2.0의 최종 모습에 영향을 주었다. 개인 캘린더, 문서 편집기(워드스타와 같은 명령 인터페이스 포함), 계산기, ASCII 차트, 주소록, 전화번호부를 포함했다.